# Pidhoriwka (Starobilsk)
Pidhoriwka (ukrainisch Підгорівка; russisch Подгоровка Podgorowka) ist ein Dorf im Norden der ukrainischen Oblast Luhansk mit etwa 3700 Einwohnern (2001).
Das im späten 17. Jahrhundert gegründet Dorf (anderer Quelle nach 1856) liegt an der Mündung der 59 km langen Bila (Біла) in den Ajdar 7 km nordwestlich vom Stadtzentrum der Rajonhauptstadt Starobilsk und etwa 100 km nördlich vom Oblastzentrum Luhansk.
Durch das Dorf verläuft die Territorialstraße T–13–13, die im Süden der Ortschaft die Regionalstraße P–07 kreuzt.
Am 12. Juni 2020 wurde das Dorf ein Teil der neugegründeten Stadtgemeinde Starobilsk, bis dahin bildete es zusammen mit dem Dorf Werchnja Pokrowka (Верхня Покровка) die gleichnamige Landgemeinde Pidhoriwka (Підгорівська сільська громада/Pidhoriwska silska hromada) im Zentrum des Rajons Starobilsk, bis 27. Juni 2018 war es die einzige Ortschaft der gleichnamigen Landratgemeinde Pidhoriwka (Підгорівська сільська рада/Pidhoriwska silska rada).